# Partenariat stratégique franco-héllenique

France et Grèce
France
Grèce

Le partenariat stratégique franco-hellénique (ou partenariat stratégique franco-grec) est l’accord de défense signé entre la France et la Grèce le 27 septembre 2021, comportant une clause de défense mutuelle (article 2) dans le cas d'une attaque par un pays tiers.

## Généralités
Il est signé par le président français Emmanuel Macron, le Premier ministre grec Kyriakos Mitsotakis, le ministre français de la défense Florence Parly, le ministre français des affaires étrangères Jean-Yves Le Drian et le ministre grec des affaires étrangères Nikos Dendias. Il est ratifié par le Parlement grec le 7 octobre 2021 par un vote de 191 à 109 contre,,,,,,,. Ce partenariat est accompagné d'un accord sur les marchés publics de défense d'un montant de 3 milliards d'euros dans lequel la France fournirait à la Grèce des frégates et des corvettes. .
L'accord est intervenu deux semaines après l'annonce surprise du pacte de sécurité AUKUS par l'Australie, le Royaume-Uni et les États-Unis, et l'annulation par l'Australie d'un contrat de 35 milliards d'euros pour 12 sous-marins diesel-électriques français. Après l'annonce d'AUKUS et l'annulation de l'accord français, le président français a cherché à développer l'autonomie stratégique européenne pour une Europe moins dépendante de la protection américaine. Macron a déclaré que cet accord défensif consistait « à prendre en charge le pilier européen au sein de l'Otan et à tirer les conclusions qu'on nous demande de tirer de notre propre protection ». Le Premier ministre grec Mitsotakis a fait écho à la déclaration de Macron en disant : "Cela ouvre la porte à l'Europe de demain, forte et autonome, capable de défendre ses intérêts".
« For the first time it is clearly stipulated that there be military assistance in the event of a third party attacking one of the two states. »
— Premier ministre grec Kyriákos Mitsotákis

« Pour la première fois, il est clairement stipulé qu'une assistance militaire est prévue en cas d'attaque d'un tiers contre l'un des deux États. »

## Clause de défense mutuelle
L'article 2 de l'accord stipule : « Les parties se prêtent mutuellement assistance, par tous les moyens appropriés à leur disposition, si nécessaire par l'emploi de la force armée, si elles constatent conjointement qu'une agression armée est en cours contre le territoire de l'une des deux, conformément à l'Article 51 de la Charte des Nations Unies ».
En octobre 2021, le ministère français de la Défense a ensuite publié une déclaration indiquant que l'accord ne couvre pas les zones économiques exclusives (ZEE). Ils ont indiqué que, conformément à la Convention des Nations Unies sur le droit de la mer (dont la Grèce et la France sont signataires), la ZEE ne fait pas partie du territoire d'un État
Atlantic Council, un groupe de réflexion américain dans le domaine des affaires internationales, a noté que « l'article deux de leur traité ressemble beaucoup à l'article cinq de l'OTAN ».

## Approvisionnement de la défense
En plus de l'alliance, la Grèce a également annoncé l'achat de trois frégates et de trois corvettes avec une option d'achat d'un quart de chacune à une date ultérieure. Leur livraison devrait commencer en 2024.

## Réactions
La Turquie a été irritée par cette annonce et a publié une déclaration le 1er octobre disant que "la zone de juridiction maritime maximaliste et les revendications d'espace aérien national de la Grèce" étaient contraires au droit international et que cela renforcerait la détermination de la Turquie à protéger ses droits dans la région",.
Les États-Unis ont adopté l'accord entre Athènes et Paris avec un porte-parole du département d'État déclarant "[les États-Unis] soutiennent activement le rôle de la Grèce dans la création de la stabilité dans la région". Quelques semaines plus tard, le 14 octobre, les États-Unis et la Grèce ont élargi et prolongé indéfiniment leur accord de défense bilatéral existant, l'accord de coopération de défense mutuelle américano-grecque.